# イーゴリ・コルネーエフ
イーゴリ・ウラジーミロヴィチ・コルネーエフ（Игорь Владимирович Корнеев, 1967年9月4日 - ）は、現ロシア・モスクワ出身の元サッカー選手。現役時代のポジションはミッドフィールダー。

## 来歴
1967年、現ロシアの首都モスクワで生まれた。FCスパルタク・モスクワのアカデミーに在籍をしていたがトップチームに上がることはなく、1986年にPFC CSKAモスクワでキャリアを始めた。1989年、当時2部に所属していたCSKAモスクワの1部昇格の原動力となった。1991年にはソビエト連邦サッカーリーグとUSSRカップで優勝し2冠達成に貢献。スポルト・エクスプレス紙におけるロシア年間最優秀選手賞に選出された。1991年、スペインのRCDエスパニョールに移籍した。1994年には同じ街に本拠地を置くFCバルセロナに移籍を果たすも出場機会は少なく1995年に退団。1995年にオランダのSCヘーレンフェーンに渡り、2002年にNACブレダにて現役引退をした。
引退後はフェイエノールトのユースチームでコーチを務めた (2004年から2006年まで) 。2006年、ロシア代表にオランダ人監督のフース・ヒディンクが就任。オランダで培ってきた経験がある事によりヒディンクのアシスタント・コーチに誘われ、ヒディンクが辞任する2010年まで務めた。
2009年、FCゼニト・サンクトペテルブルクでスポーツ・ディレクターに就任した (2012年に退任) 。

## 所属クラブ
- PFC CSKAモスクワ 1986-1991
- RCDエスパニョール 1991-1994
- FCバルセロナ 1994-1995
- SCヘーレンフェーン 1995-1997
- フェイエノールト 1997-2002
- NACブレダ 2002-2003